# Macraspis tetradactyla
Macraspis tetradactyla är en skalbaggsart som beskrevs av Carl von Linné 1771. Macraspis tetradactyla ingår i släktet Macraspis och familjen Rutelidae. Inga underarter finns listade i Catalogue of Life.